# Luminița Dobrescu (înotătoare)
- Acest articol se referă la înotătoarea din Reșița, câștigătoare a mai multe medalii europene.  Pentru cântăreața care a câștigat, în 1969, a doua ediție a concursului internațional de muzică Cerbul de Aur, a se vedea Luminița Dobrescu (cântăreață).

Luminița Liliana Dobrescu (n. 19 aprilie 1971, Reșița, Caraș-Severin, România) este o fostă înotătoare română, specializată în stilul liber, care a câștigat patru medalii la Campionatele europene de natație din anii 1987, 1991 și 1993 .

## Biografie sportivă
Luminița Liliana Dobrescu a absolvit Facultatea de educație fizică și sport a Universității din Timișoara.  După ce s-a retras din activitatea competițională, în 1997, a lucrat ca antrenor de înot.
În septembrie 2008, a primit titlul de cetățean de onoare al localității natale, municipiul Reșița.